# Castelluccio dei Sauri
Castelluccio dei Sauri (Castelluzzo [kastəlˈlut͡st͡sə] in pugliese) è un comune italiano di 1 977 abitanti della provincia di Foggia in Puglia.
Sorge sulle prime propaggini del Subappennino dauno, in posizione dominante sulla bassa valle del Cervaro.

## Origini del nome
Il nome del paese in latino medievale era Castellucium de Sauro. La prima parte del toponimo fa chiaramente riferimento a una piccola fortificazione, mentre la seconda potrebbe riferirsi a un antico nome di luogo o di persona non meglio identificabile.

## Storia
L'antico popolamento del territorio di Castelluccio dei Sauri è attestato dalla presenza di diverse steli daune, molte delle quali recanti decorazioni antropomorfe stilizzate.
Il primo documento certo è la donazione con la quale nel 1118 il normanno Roberto II di Loritello donava al capitolo della chiesa di Bovino il feudo di Castelluccio. Nel 1273 questo fu possedimento del conte di Lecce Ugo di Brienne. Nel 1324 Roberto d'Angiò riconfermò i privilegi del capitolo di Bovino.
Tra la fine del XIV secolo e la prima metà del XV, l'abitato andò incontro ad un periodo di spopolamento: solo nel 1446 venne ripopolato da una sessantina di famiglie provenienti dall'Albania che introdussero il culto greco-bizantino. Distrutto dal viceré Pietro di Toledo nel 1549, divenne feudo della famiglia Guevara nel 1564 e tale rimase sino alle leggi eversive della feudalità del primo Ottocento.
Castelluccio fu gravemente danneggiato dal terremoto del 23 novembre 1980.

## Monumenti e luoghi d'interesse
- Chiesa di San Gerardo
- Chiesa Madre del Santissimo Salvatore
- Chiesa della Madonna delle Grazie
- Pozzo di Annibale

## Società

### Evoluzione demografica
Abitanti censiti

### Etnie e minoranze straniere
Al 31 dicembre 2023 vi  risiedono 191 cittadini stranieri, pari all'8,57% della popolazione.

### Lingue e dialetti
Il dialetto castelluccese rientra nel gruppo dauno-irpino, presentando caratteri di transizione verso i dialetti irpini parlati nell'estremo entroterra della Campania.

## Infrastrutture e trasporti

### Strade
Il centro abitato è attraversato dall'ex strada statale 161 di Ortanova, dal 2001 declassata a strada provinciale 110.

### Ferrovie
Dal 1867 al 2007 il comune era servito dalla stazione di Troia-Castelluccio Sauri posta sulla Napoli-Foggia chiusa a seguito della scarsa affluenza dei passeggeri.

## Amministrazione
Di seguito è presentata una tabella relativa alle amministrazioni che si sono succedute in questo comune.
| Periodo          | Periodo          | Primo cittadino              | Partito                                | Carica              | Note  |
| ---------------- | ---------------- | ---------------------------- | -------------------------------------- | ------------------- | ----- |
| 23 giugno 1988   | 27 marzo 1992    | Ortensio Campanaro           | Democrazia Cristiana                   | Sindaco             | [ 9 ] |
| 27 marzo 1992    | 30 giugno 1992   | Gerarda D'Addesio            |                                        | Comm. straordinario | [ 9 ] |
| 30 giugno 1992   | 28 aprile 1997   | Gaetano De Flumeri           | Partito Democratico della Sinistra     | Sindaco             | [ 9 ] |
| 28 aprile 1997   | 14 maggio 2001   | Gaetano De Flumeri           | centro-sinistra                        | Sindaco             | [ 9 ] |
| 14 maggio 2001   | 30 maggio 2006   | Ortensio Campanaro           | centro-destra                          | Sindaco             | [ 9 ] |
| 30 maggio 2006   | 19 dicembre 2006 | Antonio Del Priore           | Rinnovamento                           | Sindaco             | [ 9 ] |
| 19 dicembre 2006 | 29 maggio 2007   | Daniela Aponte               |                                        | Comm. pref.         | [ 9 ] |
| 29 maggio 2007   | 7 maggio 2012    | Antonio Del Priore           | lista civica                           | Sindaco             | [ 9 ] |
| 7 maggio 2012    | 12 giugno 2022   | Antonio Del Priore           | lista civica: innovazione              | Sindaco             | [ 9 ] |
| 12 giugno 2022   | In carica        | Giovanni Nicola Di Francesco | lista civica: insieme per Castelluccio | Sindaco             | [ 9 ] |

## Sport

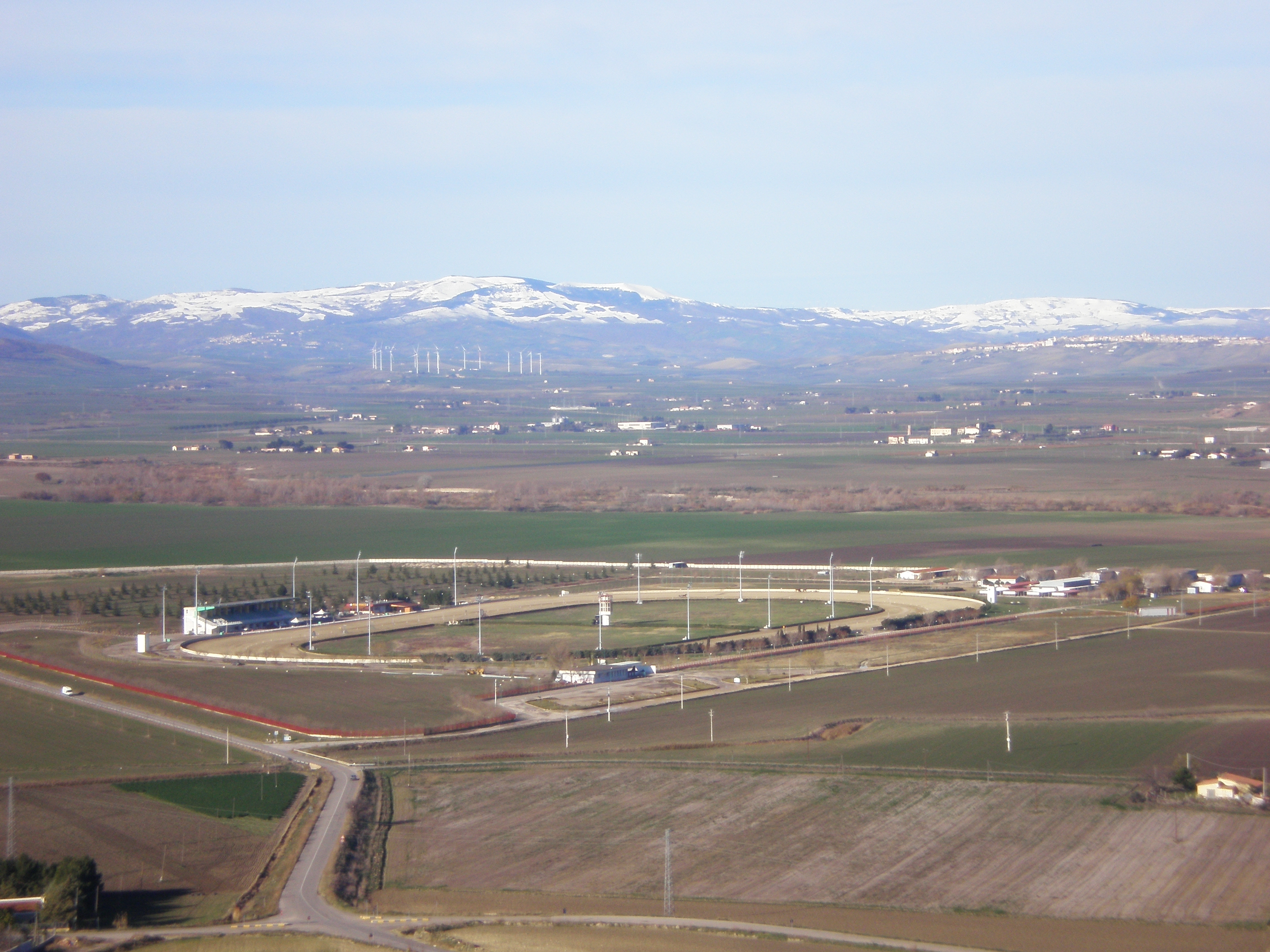
Veduta panoramica dell'ippodromo dei Sauri; sullo sfondo, i monti della Daunia.

- Ippodromo dei Sauri